# Dipartimento di Aluminé
Aluminé è un dipartimento argentino, situato nella parte centro-occidentale della provincia di Neuquén, con capoluogo Aluminé.
Esso confina a nord e ad est con il dipartimento di Picunches,  a est con quello di Catán Lil, a sud con il dipartimento di Huiliches, e ad ovest con la repubblica del Cile.
Secondo il censimento del 2001, su un territorio di 4.660 km², la popolazione ammontava a 6.308 abitanti, con un aumento demografico del 27,54% rispetto al censimento del 1991.
Il dipartimento, nel 2001, è suddiviso in 2 comuni (municipios):
- Aluminé (comune di seconda categoria)
- Villa Pehuenia (comune di terza categoria dal 2003)